# Dzintars Zirnis
Dzintars Zirnis (* 25. dubna 1977, Riga, Lotyšská SSR, SSSR) je bývalý lotyšský fotbalový obránce. Většinu své hráčské kariéry strávil v lotyšském klubu FK Liepājas Metalurgs.
V letech 1997–2010 nastupoval za lotyšskou fotbalovou reprezentaci.

## Reprezentační kariéra
V A-mužstvu reprezentace Lotyšska debutoval 19. 8. 1997 v přátelském utkání v Rize proti týmu Ázerbájdžánu (remíza 0:0).
Zúčastnil se Mistrovství Evropy 2004 v Portugalsku, kde Lotyšsko obsadilo poslední čtvrtou příčku v základní skupině D (za Českou republikou, Nizozemskem a Německem).
V letech 1997–2010 odehrál celkem 68 reprezentačních zápasů, neskóroval ani jednou. Jedenkrát vedl tým jako kapitán.